# بخش دوروگوبوژسکی
بخش دوروگوبوژسکی (به لاتین: Dorogobuzhsky District) یک منطقهٔ مسکونی در روسیه است که در استان اسمولنسک واقع شده‌است.